# Louis Marie Rollin Couquerque

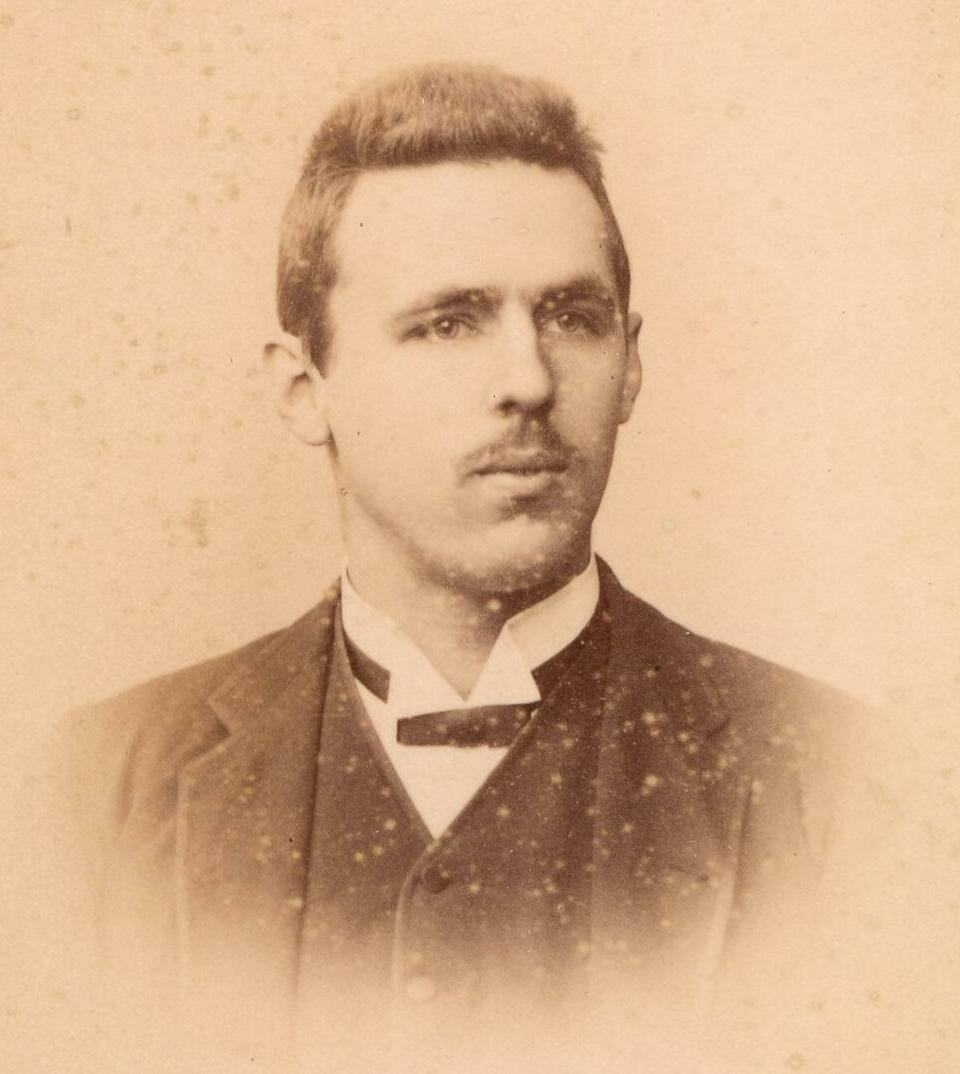
Louis Marie Rollin Couquerque

Louis Marie Rollin Couquerque (Delft, 2 augustus 1869 – Den Haag, 6 april 1960) was een Nederlands jurist.

## Levensloop
Na het behalen van het diploma aan het gymnasium in Den Haag, studeerde hij rechten, eerst aan de Rijksuniversiteit Leiden en later aan de Rijksuniversiteit Utrecht, waar hij in 1889 promoveerde tot doctor in de rechtswetenschap. In 1895 werd hij adjunct-commies bij het Departement van Oorlog waar men hem in januari 1901 bevorderde tot commies. Als vervanger van de zieke mr. Pieter Ver Loren van Themaat was Rollin Couquerque in 1902 fungerend advocaat-fiscaal bij het Hoog Militair Gerechtshof. In 1904 werd hij hoofdcommies bij het Departement Waterstaat waar hij in 1908 referendaris werd.
Datzelfde jaar volgde zijn tijdelijke detachering voor een periode van drie jaar als waarnemend gouvernementssecretaris in Suriname. Na het vertrek van de gouverneur Dirk Fock in de zomer van 1911 werd hij aangesteld als waarnemend gouverneur. Twee weken later nam procureur-generaal Pieter Hofstede Crull die functie van hem over. In november van dat jaar volgde Lambertus Johannes Rietberg hem op als gouvernementssecretaris. Hij keerde terug naar Nederland en pakte zijn werkzaamheden als referendaris bij Waterstaat weer op. In februari 1913 werd hij referendaris met de administrateursrang bij het Departement van Koloniën en in april 1914 volgde zijn benoeming daar tot administrateur wat hij tot zijn pensioen op 1 oktober 1934 zou blijven.
Hiernaast benoemde de Amsterdamse Gemeente-Universiteit hem in 1916 tot lector in het militair straf- en procesrecht en had hij tal van andere functies zoals militair-juridisch adviseur bij het ministerie van marine.

## Familie
Rollin Couquerques eerste echtgenote was Helena del Campo Camp, die in 1918 stierf. Hun dochter Madzy Rollin Couquerque blonk uit in sport. Tussen 1927 en 1942 was zij dertien keer kampioen bij het nationaal Nederlands tenniskampioenschap bij de vrouwen en vijftien keer hockeykampioen van Nederland met haar club HOC. Rollin Couquerque toonde nooit enige belangstelling voor de sportieve prestaties van zijn dochter en keek neer op alles wat met sport te maken had. Tot op hoge leeftijd getuigde zij van haar verbittering hierover.
Rollin Couquerque hertrouwde in 1922 met Catharina Johanna van Houten, het jongste kind uit het eerste huwelijk van Samuel van Houten, onder meer bekend van het Kinderwetje van Van Houten. Catharina was een nichtje van het kinderloos overleden kunstenaarsechtpaar Hendrik Willem Mesdag - Sientje van Houten en daarmee een van de erfgenamen van het Panorama Mesdag. Rollin Couquerque was, als echtgenoot van een aandeelhouder, jarenlang voorzitter van de Raad van Bestuur van Panorama Mesdag. In 1947 publiceerde hij de monografie Het Panorama Mesdag te 's Gravenhage: historisch overzicht van wording en voortbestaan.